# Federazione Italiana Tiro con l'arco
La Federazione Italiana Tiro con l'Arco (FITARCO) è uno dei due organi che promuove e organizza il tiro con l'arco in Italia, insieme alla FIDASC.

## Storia
La FITARCO venne fondata a Milano il 17 dicembre 1961 per opera delle prime cinque Compagnie italiane, riunitesi presso l'Arena Civica: la Compagnia Arcieri di Treviso, la Compagnia Arcieri di Malpaga Bartolomeo Colleoni di Bergamo, la Compagnia Arcieri di Gorizia, l'Associazione Balestrieri Arcieri (ABA) di Milano e l'ABA di Roma (presto rinominata in Compagnia Arcieri Romani).
Fu eletto all'unanimità come primo presidente FITARCO Massimiliano Malacrida, fondatore dell'ABA di Milano.
Nel 1962 a Milano fu organizzato il primo Campionato Italiano, in gara singola (senza tener conto, cioè, delle prestazioni di tutta la stagione).
Sempre nello stesso anno, fu creata la prima nazionale di Tiro con l'Arco in occasione della "Coppa Europa FITA" svoltasi a Parigi. La prima squadra azzurra era composta da Renato Doni, Giovannantonio Malacrida, Luigi Massa, Mansueto Mondin, Giuseppe Oddo, Piero Rivolta e l'unica donna Maria Zonta.
Dal 1964 la FITARCO è affiliata alla Federazione Internazionale (FITA) e ne segue i regolamenti.
Nel 1978 la FITARCO diventò una federazione a tutti gli effetti, riconosciuta dal Comitato olimpico nazionale italiano (dal 1973 compariva solo come "aderente").

## Presidenti
- Massimiliano Malacrida (1961-1968)
- Annibale Guidobono Cavalichini (1968-1969)
- Francesco Gnecchi Ruscone (1969-1980)
- Luigi Pagotto (1980-1985)
- Ignazio Bellini (1985-1987)
- Gino Mattielli (1987-1999)
- Dario Carbone (1999-2001)
- Mario Scarzella (2001-2025)
- Vittorio Polidori (2025-in carica)

## Organigramma
- Presidente: Mario Scarzella
- Vice Presidente: Sante Spigarelli
- Vice Presidente: Mariangela Casartelli
- Consigliere Federale - Rappresentante Collegio Nazionale: Elena Forte
- Consigliere Federale - Consigliere Federale Macro Zona Nord Ovest e Isole: Piemonte, Valle d'Aosta, Liguria, Sardegna, Sicilia: Enrico Rebagliati
- Consigliere Federale - Rappresentante Collegio Nazionale: Stefano Tombesi
- Consigliere Federale Macro Zona Centro: Emilia Romagna, Marche, Toscana, Umbria: Carla Di Pasquale
- Consigliere Federale Macro Zona Centro Sud: Lazio, Abruzzo, Molise, Campania, Puglia Basilicata, Calabria: Vittorio Polidori
- Consigliere Federale - Rappresentante Atleti: Cristina Pernazza
- Consigliere Federale: Franco Beccari